# 124 Alkeste
124 Alkeste är en asteroid upptäckt 23 augusti 1872 av astronomen Christian Heinrich Friedrich Peters i Clinton, New York. Asteroiden har fått sitt namn efter Alkestis inom grekisk mytologi.
Ockultationer har observerats flera gånger såsom 2008 och 2003.